# Xestospongia novaezealandiae
Xestospongia novaezealandiae är en svampdjursart som beskrevs av Patricia R. Bergquist och Warne 1980. Xestospongia novaezealandiae ingår i släktet Xestospongia och familjen Petrosiidae. Inga underarter finns listade i Catalogue of Life.